# Cratere Ruza
Ruza  è un cratere sulla superficie di Marte.